# Lucien Wercollier

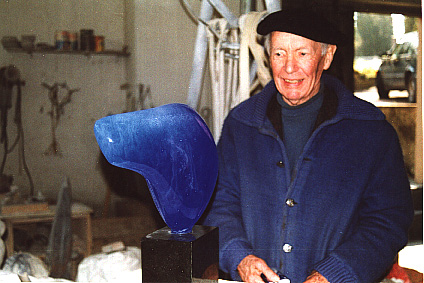
Lucien Wercollier in seiner Werkstatt um 1995

Lucien Wercollier (* 26. Juli 1908 in Luxemburg; † 24. April 2002 in Luxemburg) war ein luxemburgischer Bildhauer.

## Leben
Lucien Wercollier wurde als Sohn des Bildhauers Jean-Baptiste Wercollier geboren. Von 1924 bis 1927 studierte er an der Handwerkerschule in Luxemburg, anschließend bis 1933 an der Kunstakademie in Brüssel und an der École nationale supérieure des beaux-arts de Paris bei Henri Bouchard. Nach seiner Rückkehr übernahm er einen Lehrauftrag an der Handwierkerschoul Lëtzebuerg. Hier unterrichtete er Technisches Zeichnen und Einführung in die Architektur.
1936 heiratete er Yvonne Schmit, mit der er zwei Kinder bekam. Ein Jahr später lernte er den Maler Joseph Kutter kennen, dessen Arbeiten ihn begeisterten. In dieser Zeit arbeitete er an einer Plastik für den  Luxemburger Pavillon an der  Weltausstellung in Paris.
1941 wurde Wercollier im deutsch besetzten Luxemburg aufgefordert, der Reichskulturkammer beizutreten. Nach seiner Weigerung wurde er mit einem Ausstellungsverbot belegt. Er war Mitglied der Letzeburger Volkslegion, einer Widerstandsorganisation, die gegen das Naziregime arbeitete. Als er am 4. September 1942 am landesweiten Generalstreik gegen die Zwangsrekrutierung teilnahm, wurde er verhaftet und in das Konzentrationslager Hinzert verbracht. Anschließend kam er in das Lager Lublin in Polen. Im Juni 1945 kehrte er nach Luxemburg zurück und nahm seine Arbeit an der Handwierkerschoul wieder auf.

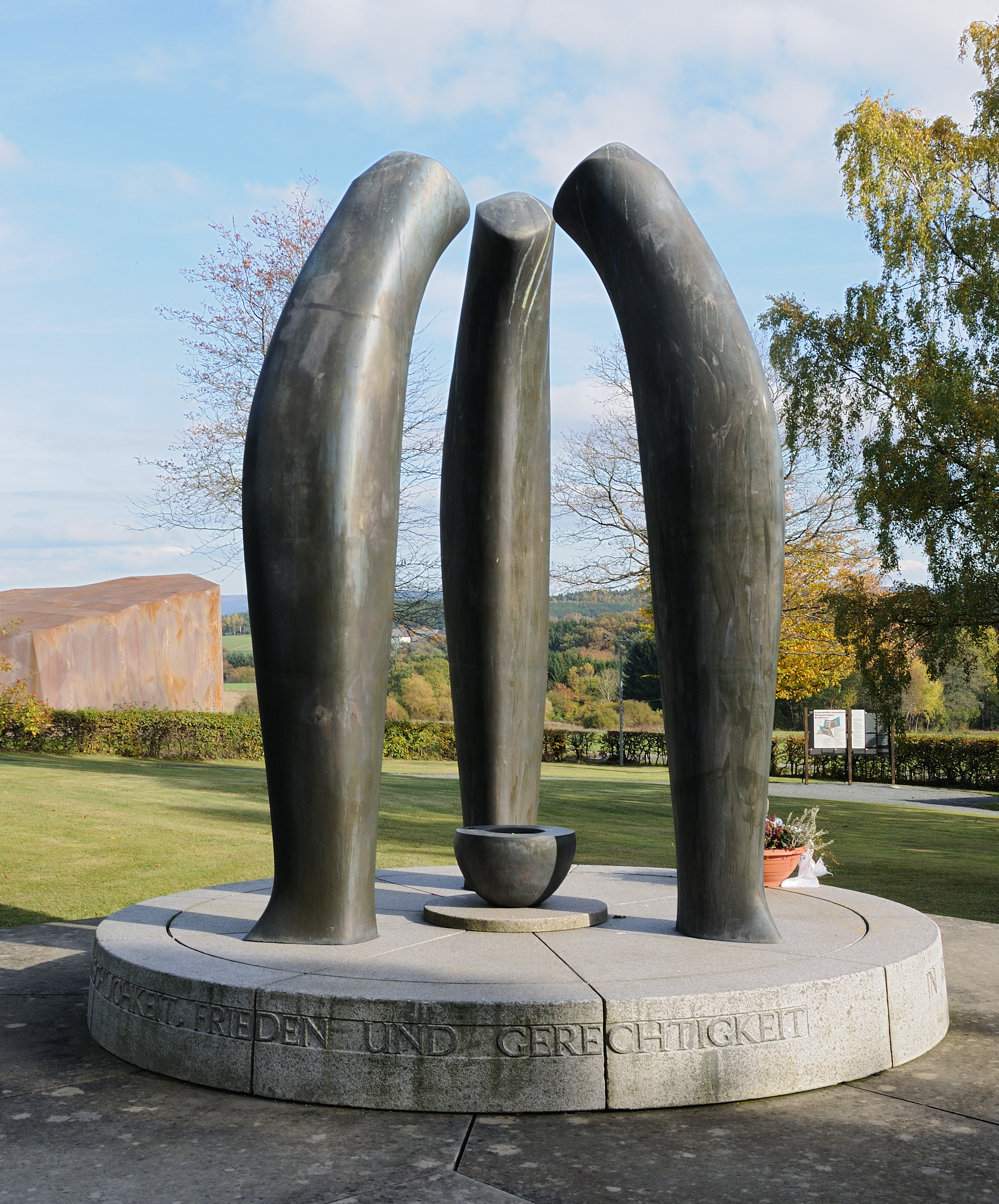
Monument von Wercollier, Gedenkstätte im SS-Sonderlager Hinzert

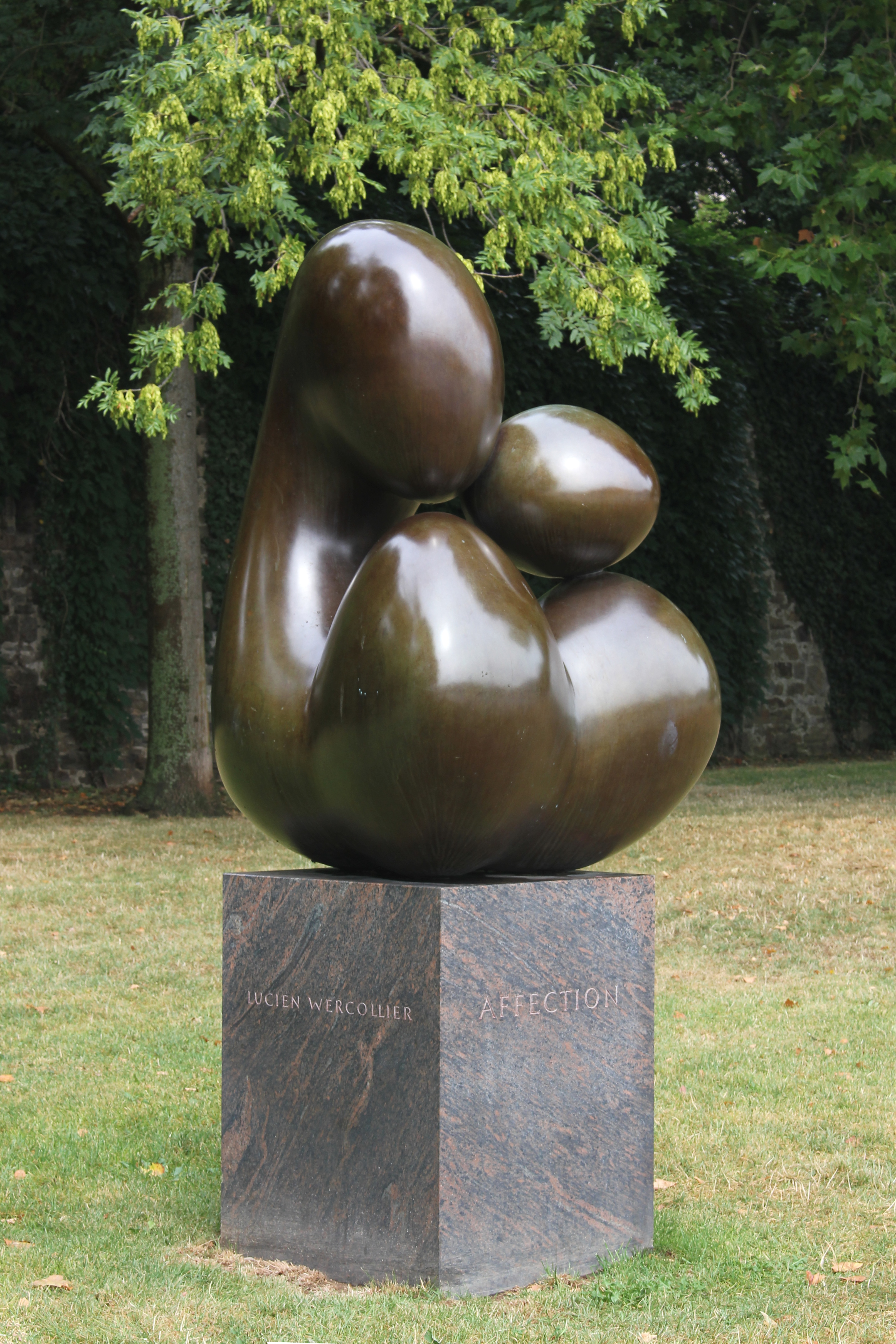
Wercolliers Skulptur „Affection“ in den Rheinanlagen von Koblenz

1948 gründete er zusammen mit den Künstlern François Gillen, Victor Jungblut und Joseph Probst die Gruppe La Nouvelle Équipe, mit der er Abstand vom traditionellen Kunstbetrieb nehmen wollte. Mit Iconomaques, einer Gruppe fortschrittlicher Künstler, vollzog Lucien Wercollier 1954 den endgültigen Bruch mit der traditionell gegenständlichen Kunst zugunsten abstrakter Ausdrucksformen.
In den Folgejahren schuf Wercollier viele Arbeiten aus verschiedenen Materialien für den öffentlichen Raum. Erst mit 50 Jahren konnte er auch eine Bronzeskulptur an einen Privatsammler verkaufen. 1965 stellte er seine Unterrichtstätigkeit ein, um sich ganz seiner künstlerischen Arbeit widmen zu können. Seine fortschreitend schwache Gesundheit erlaubte es ihm ab 1999 nicht mehr, eine angefangene Plastik zu vollenden. Lucien Wercollier starb am 24. April 2002 im Alter von 93 Jahren.

## Werk
Wercollier gilt als einer der wichtigsten Protagonisten der zeitgenössischen luxemburgischen Kunst. Seine ersten Werke waren beeinflusst von Aristide Maillol und Henri Laurens. Wie viele seiner Künstlerkollegen der damaligen Zeit, gab Wercollier im Laufe seiner Entwicklung die objektive Darstellung auf und wandte sich der nicht gegenständlichen, abstrakten Form zu. Obwohl die meisten seiner Arbeiten in Bronze und Marmor ausgeführt sind, benutzte er auch andere Materialien, wie Holz, Alabaster oder Onyxmarmor für seine Skulpturen.
Seine Werke befinden sich im Musée National d’Art Moderne, Paris; Musée de la Résistance Esch/Luxemburg; Musée de Metz; Miami University, Oxford/Ohio; The Israel Museum Hakyria, Jerusalem; Europäischer Gerichtshof, Luxemburg; Saarland-Museum, Saarbrücken; B.P. Gallery Antwerpen; Museum der Stadt Ostende; Kennedy Center for the Performing Arts, Washington, D.C., Abtei Neumünster Luxemburg-Grund und vor dem Europarat in Straßburg.